# 自己組織化単分子膜
自己組織化単分子膜（じこそしきかたんぶんしまく、英: Self-Assembled Monolayer：SAM膜）とは自己組織化によって形成される単分子膜。

## 概要
有機分子の溶液や蒸気中に適当な材料を置いておくと、有機分子が材料表面に化学吸着し、その過程で厚さ1-2 ナノメートルの有機分子の配向性がそろった単分子膜が形成されることがある。SAM膜は基板をそれと結合する官能基を持つ分子の溶液中に浸漬するだけで作成が容易で、なおかつ高い配向性と安定性をもち、末端官能基によって様々な機能を導入できる。
日本語名称については異論もある。非平衡での研究に大きな業績をあげ、新しい熱力学を開拓して1977年のノーベル化学賞を受賞した化学者・物理学者であるイリヤ・プリゴジンは、非平衡開放系における「動的」な秩序化により生じる構造を「散逸構造」とよび、散逸構造を生じさせる秩序形成を「自己組織化 (self-organization)」と定義した一方で、平衡系で起きる「静的」な秩序化のことを「自己集合 (self-assembly)」と定義し自己組織化と区別したので、本来は「自己集合単分子膜」と訳す方が適切であるとの意見がある。

## 用途
固体表面構造の制御と機能付与という観点でボトムアップ方式のナノテクノロジーの基盤技術として期待される。

## 製法
水溶液中あるいは超高真空中で、金の単結晶表面にアルカンチオール(R-SH)を吸着させるとAu-S-Rという特有の結合が形成され、密で規則正しい単分子膜を形成する。一例として、Au(111)上にアルカンチオールの単分子膜を作成した場合、アルカンチオール同士の距離は 5 Å と密集した構造になり、ラングミュア・ブロジェット膜と同様に作成が比較的容易な割に規則正しい単分子膜を得られる。